# 帕克海崖
86°17′S 145°38′W / 86.283°S 145.633°W
帕克海崖（英語：Parker Bluff）是南極洲的海崖，位於瑪麗伯德地，處於布萊克本山以東9公里，屬於毛德王后山脈的一部分，美國地質調查局根據測量和該國海軍的空中照片繪入地圖，現時由南極條約體系管理。